# Programa de Energia Nuclear 2010
O Programa de Energia Nuclear 2010 foi anunciado pelo Secretário de Energia dos Estados Unidos, Spencer Abraham em 14 de fevereiro de 2002 como um meio de suprir as necessidades esperadas de novas centrais de energia. O programa é um esforço de custos compartilhados entre o governo e as indústrias para identificar locais para novas centrais de energia nuclear, desenvolver e comercializar tecnologias avançadas para centrais nucleares, avaliar os aspectos de negócio para a construção de novas centrais de energia nuclear e demonstrar processos de regulação não verificados que guiarão a uma decisão industrial nos próximos anos, para obter sua ratificação por parte da Comissão de Regulamentação Nuclear (Nuclear Regulatory Commission (NRC)), como válidos para construir e operar ao menos uma nova central de energia nuclear avançada nos Estados Unidos.